# Ricky Charles
Ricky Charles (Saint George, 19 de junio de 1975) es un futbolista granadino. Juega en la posición de mediocampista y su actual equipo es el QPR Grenada, de la Liga de fútbol de Granada.

## Carrera profesional
Ricky Charles jugó en diferentes clubes estadounidenses de ligas amateur como el University of South Carolina Upstate de la National Collegiate Athletic Association o el Seacoast United Phantoms y el Brooklyn Knights, ambos de la USL Premier Development League.
En 2007, fue traspasado al St. Ann's Rangers de la Liga de Fútbol Profesional de Trinidad y Tobago, donde solo se quedó una temporada, antes de regresar a su país, concretamente al QPR Grenada, club donde se desempeña en la actualidad.

## Selección nacional
Ricky Charles participó en cuatro eliminatorias mundialistas (1998, 2002, 2006 y 2010), jugando un total de 12 partidos (8 goles marcados). También disputó dos Copas de Oro de la Concacaf, en 2009 y 2011, retirándose internacionalmente después de este último torneo.
Es el máximo goleador de la selección de Granada, con 37 anotaciones.